# Viksfjorden
Viksfjorden (også skrevet Viksfjord) er en lille fjordarm til Larviksfjorden i Larvik kommune Vestfold og Telemark fylke i Norge, fem kilometer fra Larvik bys centrum.
Fjorden har indløb mellem Malmøya og Hummerberget ved Rekkevik, og går seg omtrent syv kilometer mod nordøst forbi Vikerøya. Vikerøya deler Viksfjord i to og den østlige del hedder Kolladjupet, mens den nordlige hedder Varillfjorden. Varillfjorden har en længde på omtrent to kilometer, og på det smalleste er den kun omtrent to meter bred mellem Vikerøya og fastlandet.
Området var indtil 1988 en del af den tidligere Tjølling kommune.
Kaupang i Skiringssal var en handelsplads som lå ved Kaupangkilen i Viksfjord. Kaupangen betragtes som Norges første by. Baseret på udgravninger  antages det at der i 800-tallet kan det have boet mere end  200 mennesker der.